# شريان أخمصي غائر
شريان أخمصي غائر (بالإنجليزية: Deep plantar artery)‏‏ هو شريان يتفرعُ من شريان ظهري للقدم.

## مساره
ينزل الشريان الأخمصي العميق (الشريان المتصل) إلى باطن القدم، بين رأسي العمود الظهري الأول بين العظام، ويتحد مع نهاية الشريان الأخمصي الجانبي، ليكمل القوس الأخمصي.

يرسل فرعًا على طول الجانب الإنسي من إصبع القدم الكبير ويستمر للأمام على طول الحيز الأول بين العظام باعتباره الشريان المشطي الأخمصي الأول، والذي يتشعب لتزويد الجوانب المجاورة لإصبع القدم الكبير والثاني.

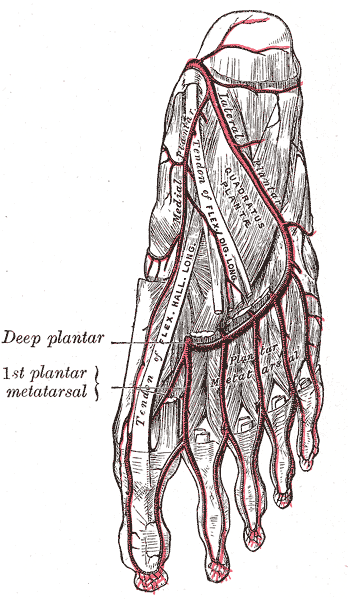
الشرايين الأخمصية
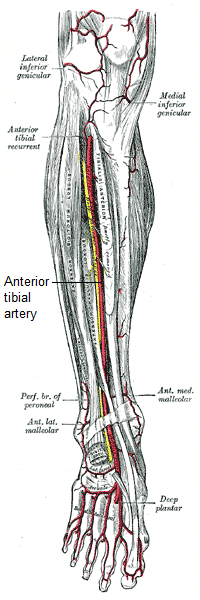
الشرايين الظنبوبية الأمامية والظهرية للقدم. (أخمصي عميق أسفل اليمين.)